# Cuerden
Cuerden – wieś w Anglii, w hrabstwie Lancashire, w dystrykcie Chorley. Leży 39 km na północny zachód od miasta Manchester i 299 km na północny zachód od Londynu. W 2001 miejscowość liczyła 77 mieszkańców.